# Tritoniopsilla brucei
Tritoniopsilla brucei is een slakkensoort uit de familie van de Tritoniidae. De wetenschappelijke naam van de soort is voor het eerst geldig gepubliceerd in 1905 door Eliot.